# Eastbourne International 2024 - Qualificazioni singolare maschile
Le qualificazioni del singolare maschile dell'Eastbourne International 2024 sono state un torneo di tennis preliminare per accedere alla fase finale della manifestazione. I vincitori dell'ultimo turno sono entrati di diritto nel tabellone principale. In caso di ritiro di uno o più giocatori aventi diritto a questi sono subentrati i lucky loser, ossia i giocatori che hanno perso nell'ultimo turno ma che avevano una classifica più alta rispetto agli altri partecipanti che avevano comunque perso nel turno finale.

## Teste di serie
1. Mackenzie McDonald (primo turno)
2. Aleksandar Vukic (ultimo turno, lucky loser)
3. Aleksandar Kovacevic (primo turno)
4. Arthur Cazaux (primo turno)

1. Shang Juncheng (qualificato)
2. Max Purcell (qualificato)
3. Yoshihito Nishioka (qualificato)
4. Francisco Comesaña (primo turno)

## Qualificati
1. James McCabe
2. Yoshihito Nishioka

1. Max Purcell
2. Shang Juncheng

### Lucky loser
1. Aleksandar Vukic
2. Charles Broom

1. Giles Hussey
2. Henry Searle

## Tabellone

### Legenda
| - Q = Qualificato - WC = Wild card - LL = Lucky loser | - ALT = Alternate - SE = Special Exempt - PR = Protected Ranking | - w/o = Walkover - r = Ritirato - d = Squalificato |

### Sezione 1
|  | Primo turno | Primo turno        | Primo turno        | Primo turno | Primo turno |  |  | Ultimo turno | Ultimo turno  | Ultimo turno | Ultimo turno | Ultimo turno |  |
|  |             |                    |                    |             |             |  |  |              |               |              |              |              |  |
|  | 1           | Mackenzie McDonald | Mackenzie McDonald | 4           | 5           |  |  |              |               |              |              |              |  |
|  | Alt         | James McCabe       | James McCabe       | 6           | 7           |  |  | Alt          | James McCabe  | 61           | 7            | 7            |  |
|  |             | Charles Broom      | 6                  | 3           | 7           |  |  |              | Charles Broom | 7            | 64           | 5            |  |
|  | 8           | Francisco Comesaña | 4                  | 6           | 5           |  |  |              |               |              |              |              |  |

### Sezione 2
|  | Primo turno | Primo turno        | Primo turno        | Primo turno | Primo turno |  |  | Ultimo turno | Ultimo turno       | Ultimo turno       | Ultimo turno | Ultimo turno |  |
|  |             |                    |                    |             |             |  |  |              |                    |                    |              |              |  |
|  | 2           | Aleksandar Vukic   | Aleksandar Vukic   | 6           | 6           |  |  |              |                    |                    |              |              |  |
|  | Alt         | Antoine Bellier    | Antoine Bellier    | 4           | 3           |  |  | 2            | Aleksandar Vukic   | Aleksandar Vukic   | 63           | 4            |  |
|  |             | Arthur Fery        | Arthur Fery        | 3           | 3           |  |  | 7            | Yoshihito Nishioka | Yoshihito Nishioka | 7            | 6            |  |
|  | 7           | Yoshihito Nishioka | Yoshihito Nishioka | 6           | 6           |  |  |              |                    |                    |              |              |  |

### Sezione 3
|  | Primo turno | Primo turno          | Primo turno  | Primo turno | Primo turno |  |  | Ultimo turno | Ultimo turno | Ultimo turno | Ultimo turno | Ultimo turno |  |
|  |             |                      |              |             |             |  |  |              |              |              |              |              |  |
|  | 3           | Aleksandar Kovacevic | 7            | 63          | 3           |  |  |              |              |              |              |              |  |
|  | WC          | Henry Searle         | 64           | 7           | 6           |  |  | WC           | Henry Searle | Henry Searle | 6            | 4            |  |
|  |             | Jan Choinski         | Jan Choinski | 64          | 4           |  |  | 6            | Max Purcell  | Max Purcell  | 7            | 6            |  |
|  | 6           | Max Purcell          | Max Purcell  | 7           | 6           |  |  |              |              |              |              |              |  |

### Sezione 4
|  | Primo turno | Primo turno    | Primo turno | Primo turno | Primo turno |  |  | Ultimo turno | Ultimo turno   | Ultimo turno   | Ultimo turno | Ultimo turno |  |
|  |             |                |             |             |             |  |  |              |                |                |              |              |  |
|  | 4           | Arthur Cazaux  | 6           | 2           | 1           |  |  |              |                |                |              |              |  |
|  | WC          | Giles Hussey   | 3           | 6           | 6           |  |  | WC           | Giles Hussey   | Giles Hussey   | 5            | 65           |  |
|  | Alt         | Oscar Otte     | 7           | 2           | 2           |  |  | 5            | Shang Juncheng | Shang Juncheng | 7            | 7            |  |
|  | 5           | Shang Juncheng | 63          | 6           | 6           |  |  |              |                |                |              |              |  |